# 横浜横須賀道路
横浜横須賀道路（よこはまよこすかどうろ、英語: YOKOHAMA-YOKOSUKA ROAD）は、神奈川県横須賀市と横浜市保土ケ谷区を結ぶ国道16号の自動車専用道路（有料）である。地域高規格道路の計画路線に指定されている。略称は横横道路（よこよこどうろ）、横横。全線が大都市近郊区間の料金水準になっている。
馬堀海岸ICから狩場ICに至る本線と釜利谷JCTから並木ICに至る金沢支線が供用中である。
高速道路ナンバリングによる路線番号は後述する国道16号横浜新道（よこはましんどう）も含めて「E16」が割り振られている。
国道468号の自動車専用道路として事業中の横浜環状南線釜利谷JCT - 栄IC/JCT - 戸塚IC間は、一般有料道路の路線としては横浜横須賀道路戸塚支線とされている。(ナンバリングは釜利谷JCT - 栄IC/JCT間は「C4」、栄IC/JCT - 戸塚IC間は「E66」)
なお、横浜横須賀道路本線狩場ICから連続して新保土ヶ谷ICに至る国道16号横浜新道もここに併記する。

## 概要
国道16号のバイパス道路として三浦半島を縦貫する道路で、東日本高速道路が管理する道路である。なお、道路標示などでは、「横浜横須賀道路」などと「横」の文字が強調されたり、「横横」などと略記される。
なお、金沢支線のインター番号は全て枝番である。

### 路線データ
本線
- 起点 : 神奈川県横須賀市馬堀海岸四丁目（馬堀海岸IC）
- 終点 : 神奈川県横浜市保土ケ谷区狩場町（狩場IC）
- 距離 32.7 km
- 規格 : 第1種第3級
- 設計速度 : 80 km/h
- 車線 : 暫定4車線（狩場IC - 釜利谷JCT間は完成4車線、佐原IC - 馬堀海岸IC間は暫定2車線）
- 都市計画道路名：横浜国際港都建設計画道路1・3・2号国道16号バイパス線/逗子都市計画道路1・3・1号東京湾岸道路/横須賀都市計画道路1・3・1号東京湾岸道路

横浜新道
- 起点 : 神奈川県横浜市保土ケ谷区狩場町（狩場IC）
- 終点 : 神奈川県横浜市保土ケ谷区藤塚町（新保土ヶ谷IC）
- 距離 : 1.2 km
- 規格 : 第1種第3級
- 設計速度 : 80 km/h
- 車線 : 3+2車線
- 都市計画道路名：横浜国際港都建設計画道路1・3・2号国道16号バイパス線

金沢支線
- 起点 : 神奈川県横浜市金沢区釜利谷町（釜利谷JCT）
- 終点 : 神奈川県横浜市金沢区並木（並木IC）
- 距離 : 4.4 km
- 規格 : 第1種第3級
- 設計速度 : 80 km/h
- 車線 : 6車線（暫定4車線）
- 都市計画道路名：横浜国際港都建設計画道路1・3・1号高速湾岸線

## 歴史
- 1970年（昭和45年）
  - 日本道路公団に対し「南横浜バイパス」の名称で事業許可。
  - 5月30日: 朝比奈IC - 新保土ヶ谷IC間の工事開始[4]。
- 1973年（昭和48年）4月10日 : 朝比奈IC - 衣笠IC間の工事開始[5]。
- 1974年（昭和49年）
  - 8月28日 : 新保土ヶ谷IC - 狩場IC間の工事終了[6]。
  - 9月25日 : 国道16号横浜新道の新保土ヶ谷IC - 狩場IC間が暫定開通。（上り線出口のみの開通）
- 1979年（昭和54年）
  - 12月5日 : 日野IC - 朝比奈IC間の工事終了、供用時の名称は「横浜横須賀道路」とする旨を明示[7]。
  - 12月6日 : 有料道路「横浜横須賀道路」として、日野IC - 朝比奈IC間が開通[8]。
- 1981年（昭和56年）
  - 3月30日 : 狩場IC - 日野IC間の工事終了[9]。
  - 3月31日 : 狩場IC - 日野IC間が開通[10]、同時に新保土ヶ谷IC - 狩場ICの下り線が開通し、国道16号横浜新道と直結。
- 1982年（昭和57年）
  - 4月7日 : 朝比奈IC - 逗子IC間の工事終了[11]。
  - 4月8日 : 朝比奈IC - 逗子IC間が開通[12]。
- 1983年（昭和58年）8月16日 : 逗子IC - 衣笠IC間の工事開始[13]。
- 1984年（昭和59年）
  - 4月26日 : 逗子IC - 衣笠IC間の工事終了[14]。
  - 4月27日 : 逗子IC - 衣笠IC間が開通[15]。
- 1985年（昭和60年）3月29日 : 釜利谷JCT - 並木IC間の工事開始[16]。
- 1988年（昭和63年）1月1日 : 横浜新道、第三京浜道路、横浜横須賀道路の3路線で、横浜プール導入[17]。
- 1990年（平成2年）
  - 3月28日 : 衣笠IC - 佐原IC間の工事終了[18]。
  - 3月29日 : 衣笠IC - 佐原IC間が開通[19]、および、首都高速狩場線の開通により、狩場JCTの供用開始。
- 1991年（平成3年）
  - 3月25日 : 釜利谷JCT - 並木IC間の工事終了[20]。
  - 3月26日 : 釜利谷支線として、釜利谷JCT - 並木IC間[21]が暫定2車線で開通。
- 1997年（平成9年）3月27日 : 釜利谷支線から金沢支線へ名称変更され、金沢支線が暫定4車線で供用開始。堀口能見台IC供用開始。
- 1999年（平成11年） : 首都高速湾岸線の並木 - 杉田出入口間が開通し、金沢支線に接続。金沢支線全線が開通。
- 2002年（平成14年） : 三浦縦貫道路と接続される。
- 2005年（平成17年）
  - 道路関係四公団の民営化に伴い、日本道路公団から東日本高速道路に移管。
  - 9月12日 : 佐原IC - 馬堀海岸IC間の工事が国土交通省より事業認定[22]。
- 2006年（平成18年）10月31日 : ETC早朝夜間割引を試行導入[23]（実施の判断は年度ごとに行う）。
- 2009年（平成21年）
  - 3月19日 : 佐原IC - 馬堀海岸IC間の工事終了[24]。
  - 3月20日 : 佐原IC - 馬堀海岸IC間が開通により、全線開通。

### 開通予定年度
- 2025年度 : 横須賀PASIC[25]
- 未定 : 釜利谷JCT - 並木IC 6車線化[26]

## 路線状況
新保土ヶ谷IC - 狩場IC間の正式な有料道路路線名は横浜新道である。逗子ICで逗葉新道、衣笠ICで三浦縦貫道路に接続している。また馬堀海岸ICより先は、東京湾を横断し房総半島に至る東京湾口道路（地域高規格道路 三浦房総連絡道路）と接続する計画があるが、2021年現在は調査も行われていない。

### 車線・最高速度
| 区間              | 区間                    | 車線 上下線=上り線+下り線 | 最高速度 |
| ----------------- | ----------------------- | ------------------------- | -------- |
| 国道16号 横浜新道 | 新保土ヶ谷IC - 狩場JCT  | 5=3+2                     | 70 km/h  |
| 本線              | 狩場JCT - 六ッ川TB      | 4=2+2                     | 70 km/h  |
| 本線              | 六ッ川TB - 佐原本線TB   | 4=2+2                     | 80 km/h  |
| 本線              | 佐原本線TB - 馬堀海岸IC | 2=1+1 （暫定2車線）       | 70 km/h  |
| 金沢支線          | 釜利谷JCT - 並木IC      | 4=2+2 （暫定4車線）       | 80 km/h  |

### 道路施設
本線
- 円海山トンネル（上り331 m、下り395 m） 
  - 港南台IC（港南区） 〜 釜利谷JCT（金沢区）間の磯子区にある。
- 横浜第一トンネル（95 m）
- 横浜第二トンネル（92 m）
- 横浜第三トンネル（131 m）
- 六浦トンネル（194 m）
- 東逗子トンネル（348 m）
- 大山トンネル（391 m）
- 池田トンネル（662 m）
- 吉井トンネル（347 m）

金沢支線
- 能見堂トンネル（325 m）
- 長浜トンネル（646 m）

#### ハイウェイラジオ
- 六ツ川TB付近（六ツ川TB - 日野IC）[27]
- 朝比奈IC付近（朝比奈IC - 逗子IC）[27]

## 通過する自治体
- 神奈川県
  - 横須賀市 - 三浦郡葉山町 - 逗子市 - 横浜市（金沢区-磯子区-港南区-南区-保土ケ谷区）

## インターチェンジなど
- IC番号欄の背景色が■である部分については道路が供用済みの区間を示している。また、施設名欄の背景色が■である部分は施設が供用されていない、または完成していないことを示す。
- 路線名の特記がないものは市道。
- 全線神奈川県内に所在。

### 本線
馬堀海岸IC - 狩場ICの「本線」に、狩場IC - 新保土ヶ谷ICの「横浜新道」が含まれる。記述は、新保土ヶ谷IC → 馬堀海岸ICである。
| IC 番号                                        | 施設名       | 接続路線名                                 | 起点 から (km)    | 備考                                                               | 所在地   | 所在地     |
| ---------------------------------------------- | ------------ | ------------------------------------------ | ----------------- | ------------------------------------------------------------------ | -------- | ---------- |
| 保土ヶ谷バイパス・E1 東名 横浜町田・八王子方面 |              |                                            |                   |                                                                    |          |            |
|                                                | 新保土ヶ谷IC | 国道1号 E83 横浜新道                       | 0.0               | 東京・小田原方面                                                   | 横浜市   | 保土ケ谷区 |
| 1                                              | 狩場IC/JCT   | 国道1号 首都高速狩場線                     | 1.2               |                                                                    | 横浜市   | 保土ケ谷区 |
| -                                              | 六ッ川TB     | -                                          | 3.6               | 本線料金所                                                         | 横浜市   | 南区       |
| 2                                              | 別所IC       | 横浜市道汐見台平戸線                       | 4.4               | 大型・特大車利用不可                                               | 横浜市   | 南区       |
| 3                                              | 日野IC       | 県道21号横浜鎌倉線                         | 8.9               | 大船駅方面の最寄りIC                                               | 横浜市   | 港南区     |
| 4                                              | 港南台IC     | 環状3号                                    | 10.5              |                                                                    | 横浜市   | 港南区     |
| 4-1                                            | 釜利谷JCT    | E16 金沢支線                               | 12.9              | 首都高速湾岸線・E51 東関東道方面                                   | 横浜市   | 金沢区     |
| 4-1                                            | 釜利谷JCT    | C4 横浜環状南線（圏央道） （開通時期未定） | 12.9              | E66 戸塚・C4 横浜湘南道路・ C4 新湘南バイパス方面                  | 横浜市   | 金沢区     |
| 5                                              | 朝比奈IC     | 県道23号原宿六ツ浦線                       | 14.7              |                                                                    | 横浜市   | 金沢区     |
| 6                                              | 逗子IC       | 県道24号横須賀逗子線 逗葉新道              | 20.3              |                                                                    | 逗子市   | 逗子市     |
| 7                                              | 横須賀IC     | 県道28号本町山中線                         | 22.5              |                                                                    | 横須賀市 | 横須賀市   |
| -                                              | 横須賀PA/SIC | 横須賀市道坂本芦名線（計画）               | 下り25.6 上り26.1 | 上り線側のみPAに接続 下り線側は本線直結型 2025年度 SIC供用開始予定 | 横須賀市 | 横須賀市   |
| 8                                              | 衣笠IC       | 県道27号横須賀葉山線 三浦縦貫道路          | 27.8              |                                                                    | 横須賀市 | 横須賀市   |
| 9                                              | 佐原IC       | 県道27号横須賀葉山線                       | 29.6              | 狩場方面出入口                                                     | 横須賀市 | 横須賀市   |
| -                                              | 佐原本線TB   | -                                          | 29.6              | 本線料金所                                                         | 横須賀市 | 横須賀市   |
| 10                                             | 浦賀IC       | 県道208号浦賀港線                          | 32.9              | 狩場方面出入口                                                     | 横須賀市 | 横須賀市   |
| 11                                             | 馬堀海岸IC   | 国道16号（現道）                           | 34.0              |                                                                    | 横須賀市 | 横須賀市   |
| 東京湾口道路（候補路線）                       |              |                                            |                   |                                                                    |          |            |

- 距離は横浜新道新保土ヶ谷ICからの通し。

### 金沢支線
- 全線横浜市金沢区内に所在。

| IC 番号                                   | 施設名         | 接続路線名             | 起点 から (km) | 備考                                      |
| ----------------------------------------- | -------------- | ---------------------- | -------------- | ----------------------------------------- |
| 横浜環状南線（C4 圏央道）（開通時期未定） |                |                        |                |                                           |
| 4-1                                       | 釜利谷JCT      | E16 横浜横須賀道路本線 | 0.0            |                                           |
| -                                         | 釜利谷TB       | -                      |                | 本線料金所                                |
| -                                         | 金沢自然公園IC |                        | 0.5            | 金沢自然公園駐車場専用 一般道との接続なし |
| 4-2                                       | 堀口能見台IC   | 国道16号（現道）方面   | 2.9            | 釜利谷方面出入口                          |
| 4-3                                       | 並木IC         | 国道357号方面          | 4.2            | 釜利谷方面出入口                          |
| 首都高速湾岸線                            |                |                        |                |                                           |

## 交通量

### 本線
24時間交通量（台）　道路交通センサス
| 区間                  | 平成17（2005）年度 | 平成22（2010）年度 | 平成27（2015）年度 |
| --------------------- | ------------------ | ------------------ | ------------------ |
| 新保土ヶ谷IC - 狩場IC | 129,912            | 129,948            | 128,078            |
| 狩場IC - 別所IC       | 54,976             | 58,988             | 56,052             |
| 別所IC - 日野IC       | 55,729             | 55,171             | 52,295             |
| 日野IC - 港南台IC     | 48,270             | 51,296             | 49,075             |
| 港南台IC - 釜利谷JCT  | 49,873             | 52,199             | 49,991             |
| 釜利谷JCT - 朝比奈IC  | 42,215             | 60,729             | 58,297             |
| 朝比奈IC - 逗子IC     | 49,364             | 48,958             | 47,383             |
| 逗子IC - 横須賀IC     | 47,096             | 48,564             | 46,832             |
| 横須賀IC - 衣笠IC     | 33,799             | 33,679             | 32,018             |
| 衣笠IC - 佐原IC       | 13,921             | 18,141             | 17,796             |
| 佐原IC - 浦賀IC       | 調査当時未開通     | 4,911              | 5,092              |
| 浦賀IC - 馬堀海岸IC   | 調査当時未開通     | 1,830              | 2,077              |

（出典：「平成22年度道路交通センサス」・「平成27年度全国道路・街路交通情勢調査」（国土交通省ホームページ）より一部データを抜粋して作成）

### 金沢支線
24時間交通量（台）　道路交通センサス
| 区間                     | 平成17（2005）年度 | 平成22（2010）年度 | 平成27（2015）年度 |
| ------------------------ | ------------------ | ------------------ | ------------------ |
| 釜利谷JCT - 堀口能見台IC | 29,614             | 27,394             | 26,573             |
| 堀口能見台IC - 並木IC    | 26,389             | 23,484             | 23,351             |

（出典：「平成22年度道路交通センサス」・「平成27年度全国道路・街路交通情勢調査」（国土交通省ホームページ）より一部データを抜粋して作成）
- 令和2年度に実施予定だった交通量調査は、新型コロナウイルスの影響で延期された[32]。

## 通行料金
かつては1キロメートル当たりの料金が本線は44円/km、金沢支線は55.31円/kmと、周辺の有料道路と比較して割高となっていたが、2016年4月1日より高速自動車国道の大都市近郊区間 29.52円/km と同じ料金水準となり、全線で値下げされた。新保土ヶ谷 - 狩場（国道16号横浜新道）については、料金が徴収されない。
普通車の料金は以下の通り（括弧内は2016年3月31日までの料金）。
- 狩場 - 横須賀：740円（930円）
- 狩場 - 馬堀海岸：950円（1440円）
- 並木 - 馬堀海岸：720円（1230円）

### 過去の割引
ETC割引
2009年3月から2016年3月31日まで深夜割引、休日割引が適用されていた。
平日
深夜割引：0時 - 4時　すべての車種：30%割引
土日祝
休日割引：終日　普通車、軽自動車等（二輪車）限定：30%割引
（2014年6月29日までは50%割引）